# Mossad le'Aliyá Bet
El Mossad (o Mosad) le'Aliyá Bet (en hebreo: המוסד לעלייה ב'‎, Organización para la Inmigración Clandestina) fue una división de la Haganá que se creó para facilitar la inmigración judía clandestina en el Mandato Británico de Palestina. Las autoridades británicas habían desarrollado una serie de restricciones sobre la inmigración judía al territorio bajo su administración (aunque no parte de su soberanía), con el fin de evitar conflictos con la población árabe. Anticipando la publicación del documento, se creó la organización bajo este nombre, aunque ya había operado bajo distintos denominaciones desde los disturbios antijudíos de 1938 en Alemania, y seguía operando hasta después de la fundación del Estado de Israel (prácticamente, hasta 1952). 
El Mossad le'Aliyá Bet es considerado además la primera organización de inteligencia del Israel, antes y después de su fundación, ya que contaba con una extensa red de agentes y recolectores de información que facilitaban su trabajo. 
El significado del nombre de la organización consta de la palabra Mosad (Instituto) y el vocablo usado en hebreo para la inmigración a Eretz Israel (y más tarde al Estado de Israel), Aliyá, cuyo significado literal es ‘subida’. El Yishuv se refería a la inmigración regulada por el Mandato británica como «Inmigración A» (Aliyá Alef), y a la inmigración clandestina como «Inmigración B» (Aliyá Bet). 

## Historia

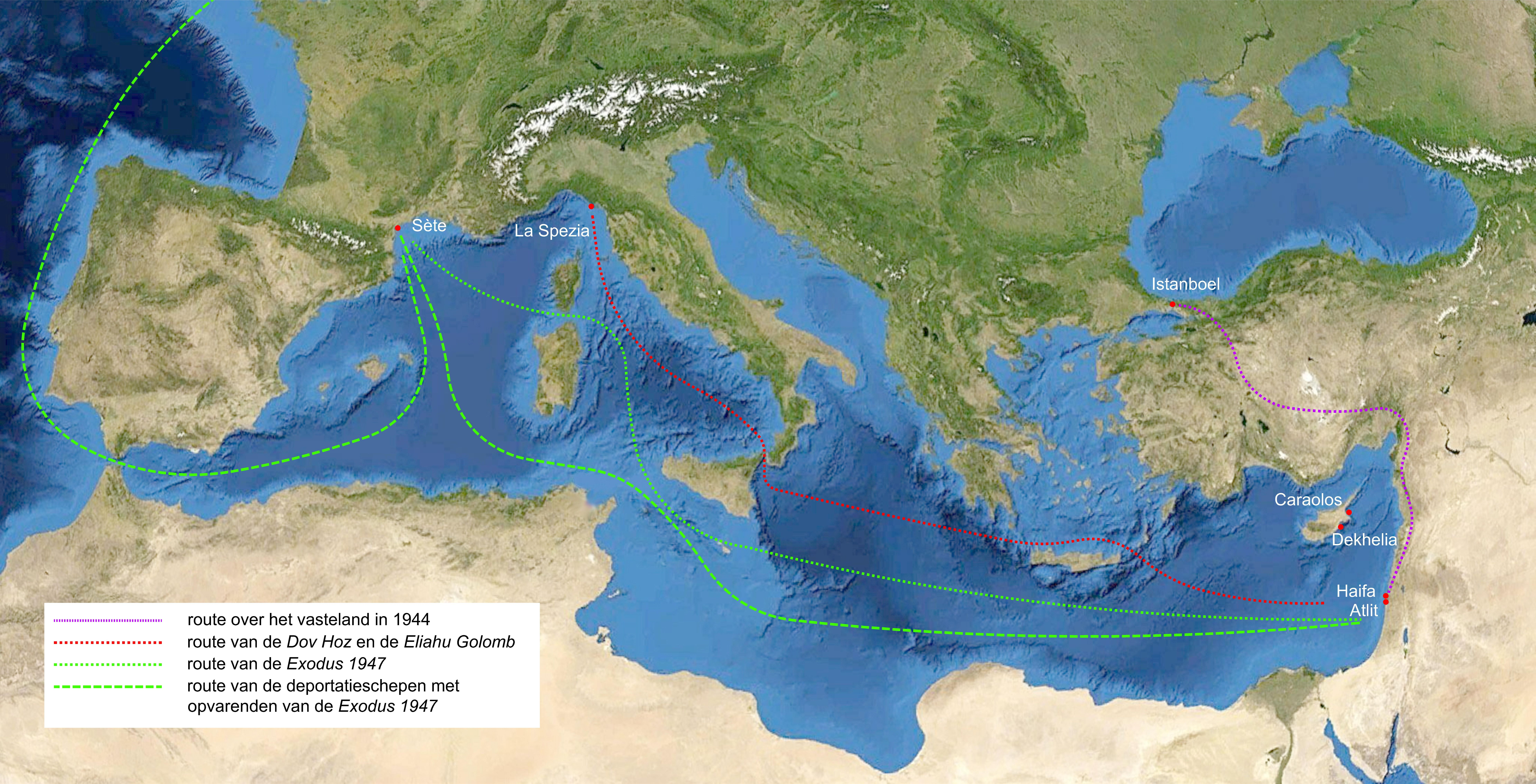
Rutas hacia Palestina usadas por el Mossad le'Aliyá Bet.

A finales de 1938, en vísperas de la Noche de los cristales rotos, el gobierno británico anunció lo que se conoce como, el Libro Blanco de 1939, en que se anunciaba que iba a limitar la inmigración judía al Mandato Británico de Palestina y dar un plazo de 10 años para la creación de un único estado para las dos comunidades, árabe y judía, con representación proporcional. En ese momento el organismo principal del sionismo decidió dejar de ajustarse a las normativas británicas.
Su fundación oficial fue el 29 de abril de 1939, aunque venía actuando desde 1938, en respuesta a las crecientes trabas que los británicos ponían a la inmigración legal judía (Aliyah Aleph), mientras la inmigración árabe prácticamente no tenía restricciones. 
Su comando estaba centrado inicialmente en Atenas y más tarde se trasladó a París. En los primeros años de su creación, el Mossad alcanzó un cierto grado de éxito. Operó principalmente a través del mar, y fletando cincuenta buques fue capaz de llevar hasta 20.000 inmigrantes judíos al Mandato Británico. Durante la Segunda Guerra Mundial, el Mossad cesó prácticamente sus actividades, renovándolas en agosto de 1945. 
Desde ese momento y hasta la fundación de Israel, el Mossad fue capaz de ingresar otros 64 barcos con más de 70.000 inmigrantes judíos, muchos de los cuales eran sobrevivientes del Holocausto. Además del mar, aunque en una escala mucho menor, el Mossad también ingresó inmigrantes a través de tierra, desde el mundo árabe. En general, el Mossad fue capaz de ingresar 100.000 judíos en el futuro Estado de Israel.
A lo largo de gran parte de los años, el Mossad fue dirigido por Shaul Avigur (Meirov). Con la fundación de Israel, el Mossad sirvió de base para la agencia Nativ (נתיב - "Camino"), creado en 1953 y encabezado también por Meirov, donde asistieron a judíos del bloque soviético, árabe, y otros países. 

## OperaciónExodus

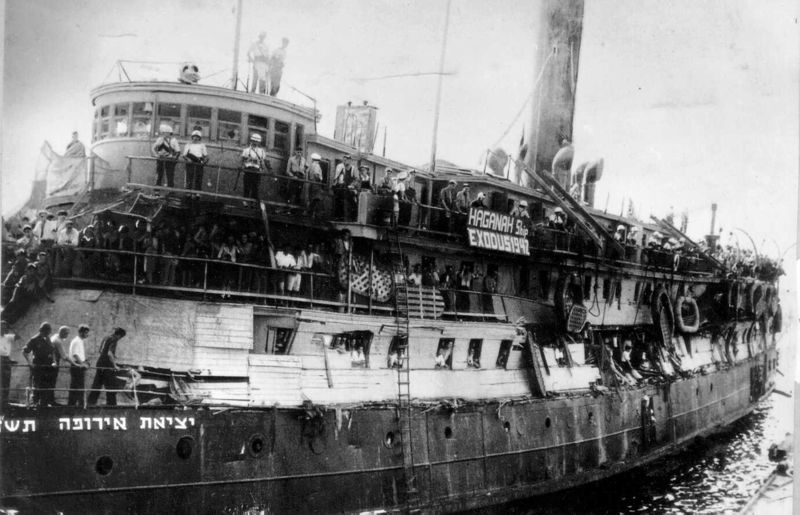
El SS Exodus 1947

El más famoso barco utilizado por el Mossad le'Aliyá Bet fue el Exodus que partió del puerto de Sète, cerca de Marsella, el 11 de julio de 1947, con 4.515 inmigrantes a bordo, entre ellos 655 niños, todos ellos sobrevivientes del Holocausto. Enterado del viaje, varios destructores británicos se acercaron a él tan pronto como zarpó del puerto intimándolo a su rendición. La tripulación hizo caso omiso.
El 18 de julio, cerca de la costa del mandato, pero fuera de las aguas territoriales, los británicos embistieron deliberadamente el barco y lo abordaron. Los inmigrantes opusieron una feroz resistencia. Dos inmigrantes y un tripulante murieron en la lucha y otros 30 resultaron heridos. El barco fue remolcado hasta Haifa, donde los inmigrantes fueron obligados a subir a barcos de deportación con rumbo a Francia. La política británica había sido internar a los que llegaban al mandato británico en campos de detención dentro del mismo mandato, pero los éxitos de la Aliyah Bet les hicieron cambiar de estrategia, y decidieron devolver a los inmifgrantes a sus puertos de origen.
En Port-de-Bouc, en el sur de Francia, los inmigrantes permanecieron en las cabinas del barco por 24 días, en medio de una gran ola de calor, negándose a desembarcar a pesar de la falta de alimentos, hacinamiento y terribles condiciones sanitarias. El gobierno francés también se negó a obligarles a desembarcar, aunque declaró que aceptaría a todos los inmigrantes que desemabarcaran en motu proprio. Finalmente, los británicos decidieron devolver a los inmigrantes a Alemania y el 22 de agosto el barco salió rumbo al puerto de Hamburgo, que en aquel entonces estaba en la zona de ocupación británica. Los inmigrantes fueron llevados por la fuerza y encerrados en dos campos cerca de Lübeck.
La opinión mundial, informada a través de la prensa de que los supervivientes del genocidio nazi estaban encerrados en campos de concentración por el gobierno inglés, se puso en contra de Inglaterra, que se vio obligada a cambiar de política: los inmigrantes ilegales no serían enviados de vuelta a Europa, sino que serían transportados a campos de detención en Chipre, ocupada por las fuerzas británicas por aquel entonces